# Scavenger Hunt
Scavenger Hunt (il titolo significa Caccia al tesoro) è un film commedia del 1979, con un cast corale diretto da Michael Schultz. Il film è stato girato a San Diego, California e dintorni.
La pellicola rappresenta una delle prime apparizioni cinematografiche di Arnold Schwarzenegger e vi è una comparsata speciale della leggenda del rock Meat Loaf.

## Trama
Milton Parker, un eccentrico inventore di giochi, muore, stabilendo nel suo testamento che il vincitore di un'elaborata caccia al tesoro erediterà la sua tenuta. I vari (potenziali) beneficiari formano delle squadre e ognuna di esse verrà coinvolta in varie disavventure nel corso della storia.

## Distribuzione
Il film è stato per la prima volta distribuito come home video nel 1984, solo su videocassetta (sia Beta che VHS) dalla CBS/FOX Home Video. È stato disponibile fino a quando non è stato ritirato negli anni novanta. Il film non è mai stato distribuito su formati Video CD (CED o Laserdisc) e non è mai uscito in DVD.